# Abdellatif Kechiche
Abdellatif Kechiche (em árabe: عبد اللطيف كشيش,; Tunes, 7 de dezembro de 1960) é um ator, diretor e roteirista franco-tunisino vencedor da Palma de Ouro no Festival de Cannes de 2013 pelo filme que dirigiu e roteirista de La vie d'Adèle, repartida com as atrizes protagonistas Adèle Exarchopoulos e Léa Seydoux.

## Filmografia
| Ano  | Título                       | Papel                       | Notas                                                           |
| ---- | ---------------------------- | --------------------------- | --------------------------------------------------------------- |
| 2000 | A Culpa é de Voltaire        | Diretor/Roteirista          |                                                                 |
| 2002 | La boîte magique             | Ator                        |                                                                 |
| 2003 | A Esquiva                    | Diretor/Roteirista          | César de melhor realizador                                      |
| 2005 | Esperança e Preconceito      | Ator                        |                                                                 |
| 2007 | La Graine et le Mulet        | Diretor/Roteirista          | César de melhor realizador Prêmio Louis Delluc                  |
| 2008 | Suor                         | Diretor                     | Média-metragem. Documentário musical sobre dançarina do ventre. |
| 2010 | Vénus noire                  | Diretor/Roteirista          |                                                                 |
| 2013 | La vie d'Adèle               | Diretor/Roteirista          | Palma de Ouro e Prêmio FIPRESCI no Festival de Cannes 2013      |
| 2017 | Mektoub, My Love: Canto Uno  | Diretor/Roteirista/Produtor |                                                                 |
| 2019 | Mektoub, My Love: Intermezzo | Diretor/Roteirista/Produtor |                                                                 |